# Герась Соколенко
Гера́сь Соколе́нко (при народженні — Гера́сим Іва́нович Шмиге́льський) (*  3 березня 1920, Михля — † 20 лютого 1945, Маркт Борау) — український поет-романтик.

## Біографія
Народився 3 березня 1920 року в незаможній сім'ї Олександри Шмигельської (Андріюківни) і Івана Шмигельського в селі Михля Заславського повіту Волинської губернії.
Вчився у Михельській початковій школі, згодом Ізяславській вечірній школі.
Від 1937 працював здимником в «промлісгоспі» в Михлі.
У 1941 спільно з Харитоном Довгалюком і Миколою Болкуном долучається до створення і діяльності ОУН М в Заславі, стає дописувачем місцевої газети «Заславський вісник», органу Заславського товариства «Просвіта».
Від зими 1942 працює в газеті «Нова Шепетівщина» у Шепетівці.
Публікує свої твори у часописах і газетах, зокрема: «Пробоєм» (Прага), «Наші дні» (Львів), «Дорога» (Краків-Львів), «Волинь» (Рівне), «Костопільські вісті» (Костопіль), «Українка» (Костопіль), «Український Засів» (Харків), «Заславський вісник» (Заслав).
В березні 1943 заарештований СД Шепетівської округи за причетність до українського підпілля, запроторений до в'язниці у Шепетівці. По чотирьох місяцях ув'язнення призначений на примусові роботи до Німеччини, утікає, переходить на нелегальне становище.
Вдруге заарештований в Заславі і перевезений до Сілезії. Працює «остарбайтером» на глиняній копальні у Шопеніц. Належить до української громади згуртованої довкола редакції часопису «Золотий перстень» у Катовицях. Друкується в «остівських» виданнях «Земля» і «Дозвілля».
Під час наступу Червоної армії долучений до складу 749-го стрілецького ордена Олександра Невського полку 125-ї стрілецької дивізії. За офіційною версією похований у селі Маркт Борау поблизу міста Бреслау, де «помер від ран» 20 лютого 1945 року.
Згодом у Боруві були проведені ексгумаційні роботи і останки радянських вояків перепоховали на цвинтарі в Олаві. Проте станом на 1982 рік в списках перепохованих Герась Соколенко неідентифікований.
Повідомлення про загибель Герася Соколенка пролежало у військовому комісаріаті понад 50 років й так і не було передано рідним. 

## Вшанування пам'яті
Ім'ям Герася Соколенка названо вулицю в Ізяславі,
Краєзнавча розвідка до 100 річчя поета земляка
«Герась Соколенко: поет невідомої долі» до 105-ти річчя
Літературна мандрівка «Горю вогнем і не згораю. Цілую молодість свою…», до 105-ти річчя від дня народження українського поета-романтика.

## Твори
- Герась Соколенко, Твори поета невідомої долі, АДУК − ООЧСУ, Ню Йорк − Філядельфія 1981. [Архівовано 25 лютого 2020 у Wayback Machine.]
- Не приведи загинути рабом, б/в, Костопіль 2004, с. 64
- Мечів ніжнотонних яcа [Текст] : (творчість та боротьба за національну свободу митця невідомої долі): вірші, есе / Г. Соколенко ; упоряд. В. Горбатюк, В. Мацько. - Хмельницький : Поліграфіст, 2007. - 160 c
- Г. Соколенко. Сурмач визвольних змагань: поезії, статті, спогади. Костопіль 2010.
- Горбатюк В. «Душа горить новою ерою…» // Літературна Україна. — 2011. — 17 лютого. — С. 6.
- Українська діаспора: літературні постаті, твори, біобібліографічні відомості / Упорядк. В. А. Просалової. — Донецьк: Східний видавничий дім, 2012. — 516 с.
- "Буде бій грозовий"